# Ga Hoàng gia Battambang
Ga Hoàng gia Battambang là nhà ga ở Battambang, thủ phủ của tỉnh Battambang phía tây bắc Campuchia. Nhà ga này được khai trương vào năm 1953 và do hãng Đường sắt Hoàng gia Campuchia (Chemins de Fer Royaux du Cambodge) nắm quyền vận hành.

## Địa điểm
Nhà ga và đường ray này tọa lạc tại tuyến Phnôm Pênh–Poipet(–Bangkok) ở phía tây của thị trấn Battambang thuộc tỉnh Battambang.

## Tòa nhà

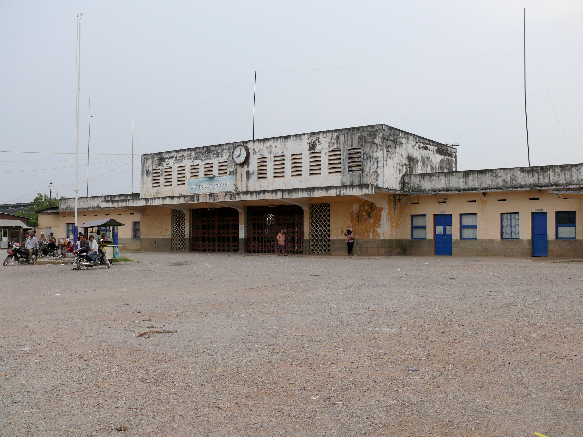
Ga Hoàng gia Battambang năm 2009.

Nhà ga này vẫn được giới chức địa phương bảo quản tốt và cho sơn lại sau khi dỡ bỏ đường ray. Chiếc đồng hồ phía trên lối vào vẫn đứng ở vị trí 8 giờ 02 phút từ một ngày không xác định.
Kể từ tháng 1 năm 2018, đường ray đang dần được thay thế. Ngoài số đường ray này ra, còn có những tàn tích đổ nát của nhà kho, hộp tín hiệu và đầu máy toa xe. Mặc dù đổ nát, một số trong số chúng được sử dụng để ở, lưu trữ hoặc kinh doanh.

## Tuyến đường sắt

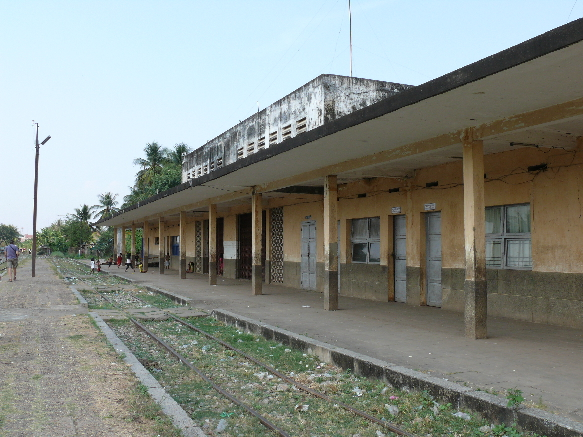
Sân Ga Hoàng gia Battambang năm 2009.

Tuyến đường sắt qua Battambang có khổ đường 1.000 mm (3 ft 3+3⁄8 in) (thước đo mét). Tuyến này được người Thái hoàn thành, sau khi người Pháp đã thực hiện công việc động thổ trong Thế chiến thứ hai. Battambang có thời từng bị Thái Lan chiếm đóng trong chiến tranh.
Tuyến đường sắt đã bị pháo binh tấn công dữ dội trong thời kỳ Nội chiến Campuchia, và Khmer Đỏ còn tiến hành phá hoại đường ray tại một số địa điểm. Vận tải đường sắt hạn chế được cung cấp vào thập niên 1980 giữa Battambang và Phnôm Pênh. Chuyến đi bao gồm quãng đường dưới 300 kilômét (190 mi) kéo dài 14 giờ. Tuy vậy, một chuyến đi kéo dài 2–3 ngày thì nghiêm trọng và nguy hiểm hơn. Dịch vụ đường sắt đã bị hủy bỏ hoàn toàn vào năm 2009 do điều kiện đường ray kém, nhưng tuyến này về sau được mở lại vào tháng 7 năm 2018. Các chuyến tàu đến biên giới Thái Lan hiện hoạt động hai ngày một lần và chính phủ Campuchia đã lên kế hoạch xây thêm một tuyến từ Phnôm Pênh đến Bangkok.

## Danh sách ga
- Phnôm Pênh
- Pursat
- Moung Ruessei
- Battambang[4]
- Sisophon[5]
- Poipet

## Ngoài lề

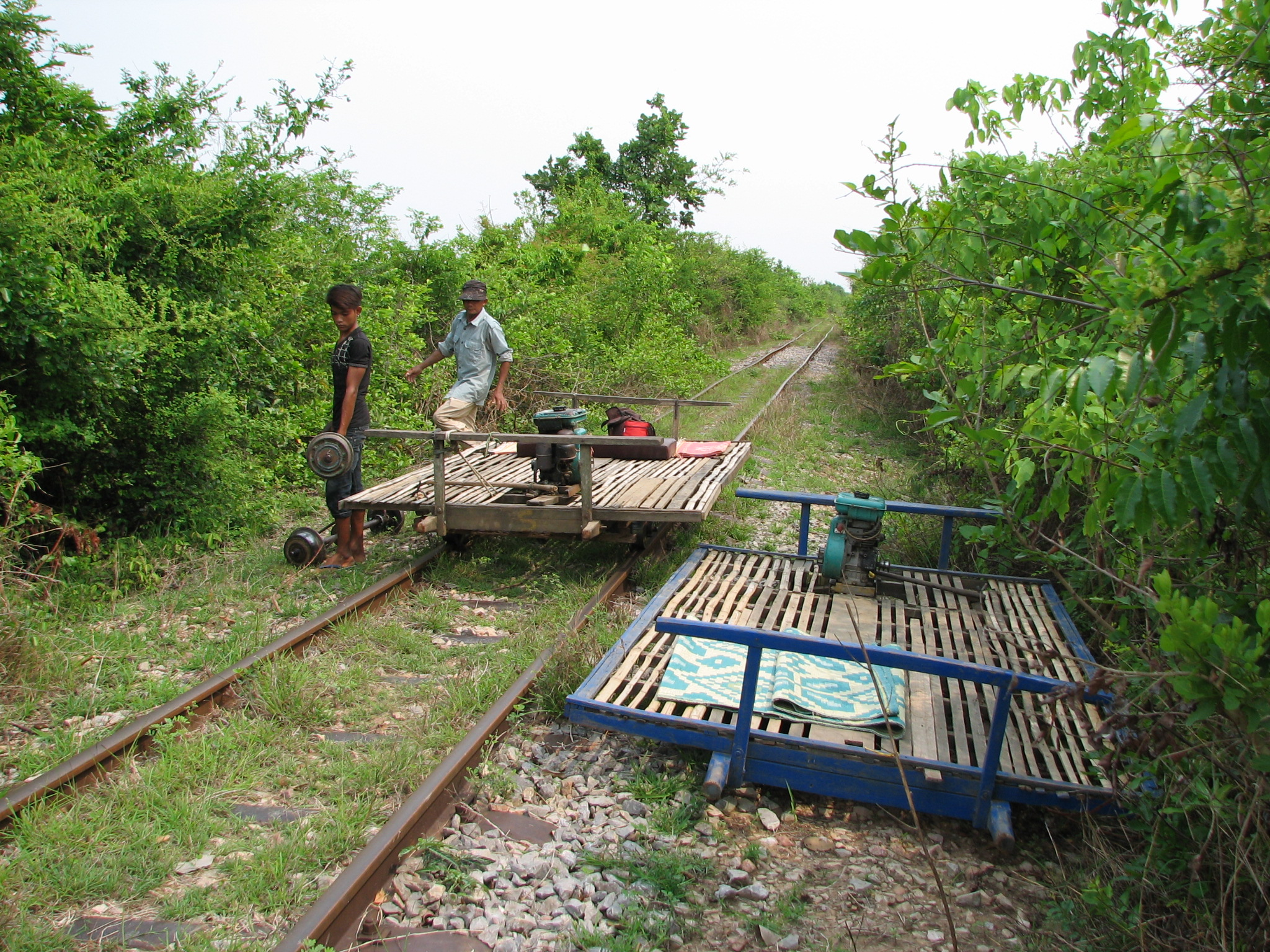
Tuyến đường sắt tre norry ở phía đông nam Battambang.

Khoảng 4 kilômét (2,5 mi) về phía đông nam của Ga Hoàng gia Battambang bắt đầu tuyến norry hay Xe lửa tre.